# Rully (Weinbaugebiet)
|                          | Weiß  | Rot  | Gesamt |
| ------------------------ | ----- | ---- | ------ |
| Fläche (ha) Rully        | 223   | 133  | 355    |
| Fläche Rully Premier-Cru | 59    | 37   | 96     |
| Menge (hl) Rully         | 10500 | 5300 | 15800  |
| Menge Rully Premier-Cru  | 3400  | 1200 | 4600   |

Rully ist eine 1500-Einwohner-Gemeinde im französischen Département Saône-et-Loire innerhalb des Weinbaugebietes Côte Chalonnaise. Dieser Ortsname gibt einer eigenen Appellation seinen Namen, deren Weine auch im benachbarten Chagny erzeugt werden dürfen. Sie liegt auf etwa 250 bis 300 Höhenmetern und hat eine Fläche von 355 ha, wovon 96 ha Premier-Cru-Lagen sind.
Die durchschnittliche Jahreserzeugung liegt bei 10.500 hl Weiß- und 5.300 hl Rotwein. Weißwein wird hauptsächlich aus Chardonnay gekeltert und Rotwein aus Pinot Noir. Der Anteil von Aligoté an der Weißwein- und Gamay an der Rotweinproduktion ist gering. Seit der neuen Gebietseinteilung im Jahre 1990 für die gesamte Appellation Côte Chalonnaise steigen die Preise und damit auch die Erträge für die Weinproduzenten. Weinanbau ist hier wieder profitabel.
Die bekanntesten Weingüter sind:

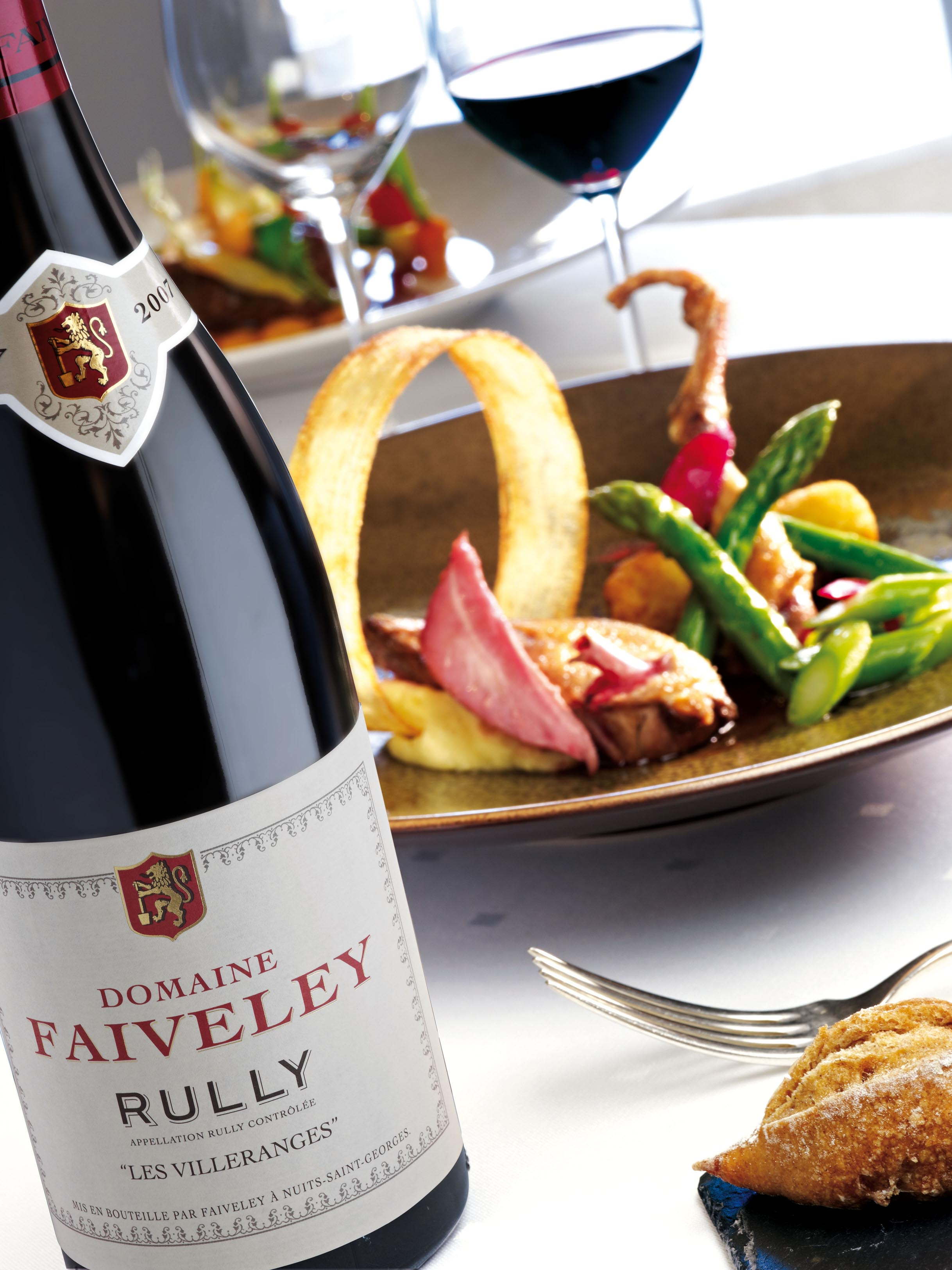
Rully AOC

- Domaine de la Renarde von Jean-Francois Delorme. Mit 65 ha das größte Weingut, das vor allem für seine hochwertigen Weißweine sowie für gute Crémant de Bourgogne bekannt ist.
- Domaine Vincent Dureuil-Janthial ist ein 17 ha großes, inhabergeführtes Bio-Weingut von Vincent Dureuil-Janthial, welches etwa zu gleichen Teilen Rot- und Weißweine herstellt. Zum Ausbau kommen Aligote, Chardonnay, Gamay und Pinot Noir.
- Domaine de la Folie, einst im Besitz des Erfinders Etienne-Jules Marey, hat eine über 1000-jährige Geschichte. Die 14 ha messenden Weinberge liegen ausnahmslos rund um das Anwesen. Hauptsächlich wird Chardonnay angebaut; von den Rotweinen ist besonders der Clos de Bellecroix und eine kleine, 4 ha große Parzelle mit Aligoté hervorzuheben.
- Domaine de Chèvremont von Paul und Henri Jacqueson ist ein Gut mit 11 ha Rebanlage. Hier gelten vor allem der Weißwein La Pucelle (Einzellage) und Rotweine aus der Lage Les Cloux als besonders gut.

Weine aus dem Anbaugebiet Rully sind seit dem 13. Juni 1939 als Appellation d’Origine Contrôlée (AOC) klassifiziert und dürfen mit den Bezeichnungen Rully (unter Umständen mit verschiedenen Weinen innerhalb des Rully verschnitten), Rully Premier Cru (unter Umständen mit verschiedenen Premier-Cru-Lagen innerhalb dieser AOC verschnitten) oder Rully Premier Cru + Name der Einzellage bezeichnet werden.

## Premiers Crus

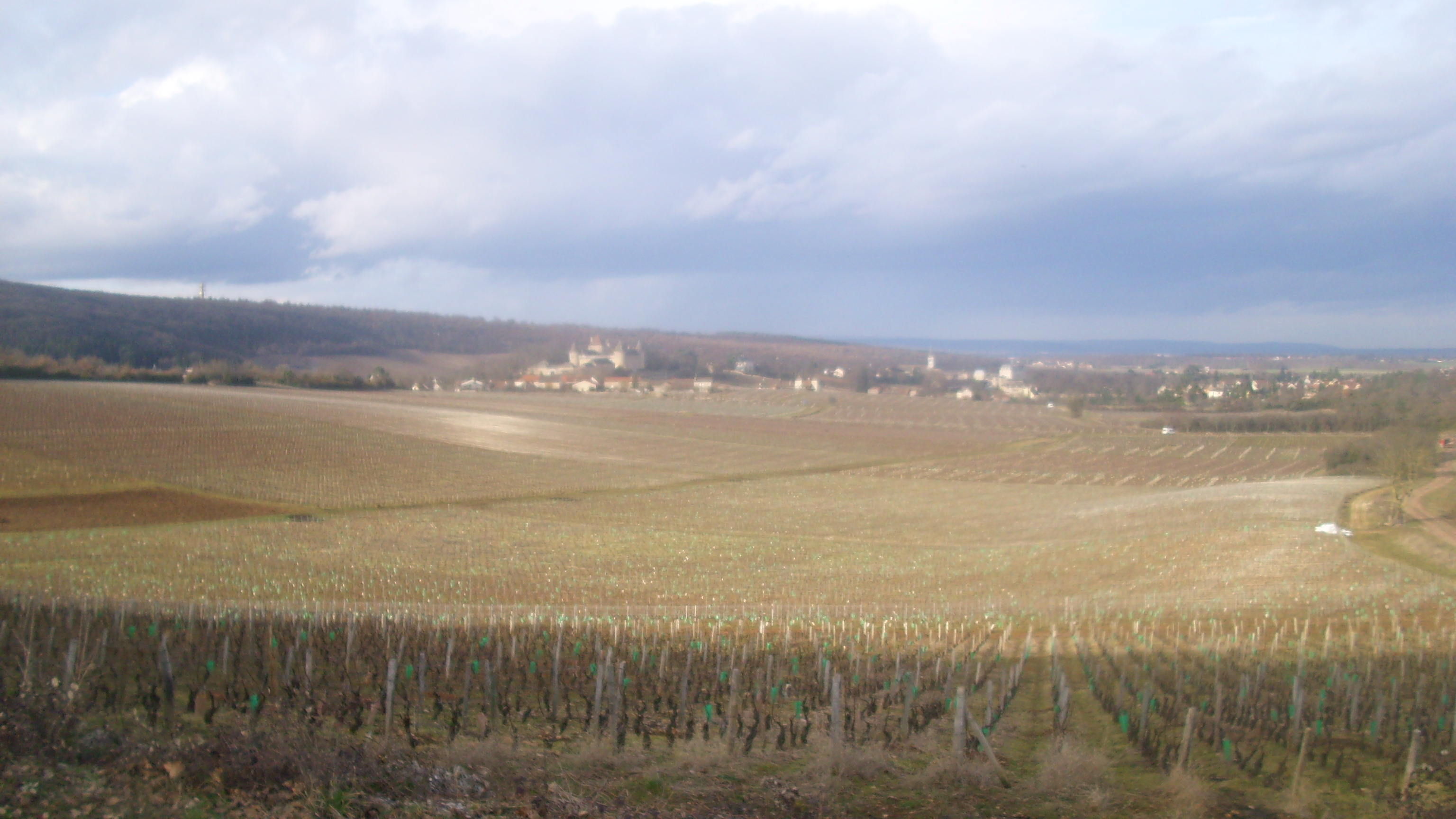
Die Rebflächen bei Rully

Im Weinbaugebiet Rully sind insgesamt 23 Einzellagen als Premier-Cru-Lagen klassifiziert.
Im Jahr 2008 wurden insgesamt 96 Hektar Rebfläche im Range eines Premier Cru deklariert. 37,19 ha entfielen dabei auf Rotwein, 58,81 ha auf Weißwein. Zwischen 2004 und 2008 betrug die durchschnittliche Jahresproduktion 1.185 hl Rotwein sowie 3.366 hl Weißwein.
Die folgenden Premier-Cru-Lagen befinden sich innerhalb der Gemeinde Rully:
| - Le Meix Caillet (0,36 ha Chardonnay) - Marissou (2,24 ha Pinot Noir, 4,86 ha Chardonnay) - La Fosse (1,13 ha Pinot Noir, 1,90 ha Chardonnay) - Les Pierres (0,18 ha Pinot Noir) - Pillot (1,30 ha Chardonnay) - Raclot (1,88 ha Chardonnay) - Les Cloux (1,19 ha Pinot Noir, 6,77 ha Chardonnay) | - Rabourcé (0,50 ha Pinot Noir, 7,49 ha Chardonnay) - Chapitre (1,64 ha Pinot Noir, 0,81 ha Chardonnay) - Les Préaux (2,81 ha Pinot Noir) - Molesme (4,22 ha Pinot Noir, 1,48 ha Chardonnay) - Agneux (0,4 ha Chardonnay) - La Bressande du Château (2,61 ha Chardonnay) - Les Champs Cloux (4,62 ha Pinot Noir) | - Le Meix Cadot (0,50 ha Pinot Noir, 5,46 ha Chardonnay) - Les Montpalais (0,89 ha Pinot Noir, 3,16 ha Chardonnay) - Grésigny (3,22 ha Chardonnay) - Les Margotés (4,00 ha Chardonnay) - La Renarde (1,20 ha Pinot Noir) - Vauvry (1,00 ha Pinot Noir, 3,53 ha Chardonnay) - La Pucelle (0,12 ha Pinot Noir, 6,34 ha Chardonnay) |

Die folgenden Premier-Cru-Lagen befindet sich in der Gemeinde Chagny:
| - Clos du Chaigne à Jean de France (3,26 ha Chardonnay) | - Clos Saint-Jacques (1,69 ha Chardonnay) |  |